# Berti Vogts
Hans-Hubert "Berti" Vogts (Büttgen, 1946. december 30. –) világ- (1974) és Európa-bajnok (1972) német labdarúgó, edző, az NSZK válogatottjában 96 alkalommal szerepelt. Teljes játékos pályafutását egyetlen klubban, a Borussia Mönchengladbachban töltötte. A német válogatottal 1996-ban szövetségi kapitányaként is Európa-bajnok lett. Jelenleg az azerbajdzsáni labdarúgó-válogatottat irányítja.

## Pályafutása

### Klubcsapatokban
Pályafutását hétévesen kezdte szülővárosa utánpótlás csapatában a VfR Büttgen-ben, 1954-ben. 1965-ben a Borussia Mönchengladbachba igazolt. A Borussia aranyéveinek meghatározó tagja volt az 1970-es években, amikor a Bundesligát öt, a német kupát egy, az UEFA-kupát két alkalommal nyerték meg. Szerepelt még az 1977-es Liverpool elleni BEK döntőben is, de ekkor vereséget szenvedett csapatával.
A Mönchengladbach színeiben összesen 419 alkalommal játszott a Bundesligában és 32 gólt szerzett, 1979-ben vonult vissza.

### Válogatottban

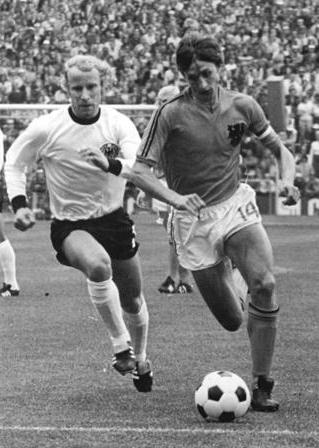
Berti Vogts (balra) Johan Cruijff közelében az 1974-es vb döntőjében.

Az NSZK felnőtt válogatottjában 1967-ben mutatkozott be. Részt vett az 1970-es labdarúgó-világbajnokságon, ahol a harmadik helyet szerezte meg a nationalelf. 1972-ben Európa-bajnok lett és tagja volt az 1974-ben világbajnoki címet szerző válogatottnak. Becenevét (Der Terrier) onnan kapta, hogy nem ismert elveszett labdát és mindvégig küzdött, emiatt pedig a német közönség nagy kedvence volt.
Az 1978-as világbajnokságon az Ausztria elleni csoportmérkőzésen öngólt lőtt és az NSZK végül egyrészt elvesztette a mérkőzést, másrészt nem jutott tovább a csoportjából. 47 év után sikerült az osztrákoknak legyőzni a németeket és ezt a mérkőzést az osztrákok csak úgy emlegetik: Cordoba-i csoda.
1967 és 1978 között összesen 96-szor húzta magára a címeres mezt és egy gólt szerzett. A 96-ból 20 alkalommal csapatkapitányként vezette a válogatottat.

### Edzőként
Miután befejezte az aktív játékot edzősködésbe kezdett. 1979 és 1990 között az NSZK U21-es válogatottját irányította. 1986-ban a felnőtt válogatottnál lett segédedző, majd az 1990-ben világbajnoki címet szerző Franz Beckenbauert váltotta és lett a német válogatott szövetségi kapitánya. Első komoly megmérettetésére az 1992-es Európa-bajnokságon került sor, ahol ezüstéremig vezette a csapatot, aztán 1996-ban sikerült megnyernie az Európa-bajnokságot. Az 1994-es és az 1998-as világbajnokságon egyaránt a negyeddöntőig jutott el a válogatottal. 1998 szeptemberében elhagyta a válogatottat és néhány év pihenő következett. A 2000–01-es szezonban a Bayer Leverkusen szakmai irányítását vállalta el. Annak ellenére, hogy sikerült elérnie a bajnokok ligáját érő helyezést, májusban kirúgták. 2001 augusztusában a kuvaiti válogatott szövetségi kapitánya lett. Hat hónappal később lemondott posztjáról és a Skót labdarúgó-szövetség ajánlatát fogadta el. A 2004-es Európa-bajnokság selejtezősorozatának végén sikerült elérniük a pótselejtezőt érő második helyezést, a sorsolást követően pedig Hollandiát kapták ellenfélül. Hazai pályán 1–0-ra ugyan győztek a Hampden Parkban, de a visszavágón súlyos 6–0-s vereséget szenvedtek és nem jutottak ki az Eb-re. Sorozatos vereségek következtek barátságos mérkőzéseken, aminek következtében a skótok visszaestek a világranglistán. A nyomás egyre inkább erősödött és 2004 októberében a moldávok elleni döntetlen alkalmával lényegében elszálltak a skótok 2006-os világbajnoki reményei. Annak ellenére, hogy a szerződéséből még másfél év volt hátra, Vogts a következő hónapban lemondott.
2007 januárjában a nigériai válogatott élére nevezték ki. Négyéves szerződést kötött, de tizenhárom hónapnyi munka után mindössze a csalódást keltő 2008-as Afrika-kupán nyújtott gyenge teljesítményt tudta felmutatni. 2008 áprilisában az azerbajdzsáni válogatott irányítását vállalta el. Először két évre írt alá, de ezt később meghosszabbította az Azeri szövetség.

## Statisztika

### Játékosként
| Klub                | Klub                     | Klub                | Bajnokság | Bajnokság | Kupa      | Kupa      | Ligakupa | Ligakupa | Nemzetközi | Nemzetközi | Összesen | Összesen |
| Szezon              | Klub                     | Bajnokság           | Mérk.     | Gólok     | Mérk.     | Gólok     | Mérk.    | Gólok    | Mérk.      | Gólok      | Mérk.    | Gólok    |
| NSZK                | NSZK                     | NSZK                | Bajnokság | Bajnokság | DFB-Pokal | DFB-Pokal | Egyéb    | Egyéb    | Európa     | Európa     | Összesen | Összesen |
| ------------------- | ------------------------ | ------------------- | --------- | --------- | --------- | --------- | -------- | -------- | ---------- | ---------- | -------- | -------- |
| 1965–66             | Borussia Mönchengladbach | Bundesliga          | 34        | 0         | 2         | 0         | —        | —        | —          | —          | 36       | 0        |
| 1966–67             | Borussia Mönchengladbach | Bundesliga          | 34        | 1         | 1         | 0         | —        | —        | —          | —          | 35       | 1        |
| 1967–68             | Borussia Mönchengladbach | Bundesliga          | 34        | 6         | 3         | 0         | —        | —        | —          | —          | 37       | 6        |
| 1968–69             | Borussia Mönchengladbach | Bundesliga          | 34        | 8         | 2         | 0         | —        | —        | —          | —          | 36       | 8        |
| 1969–70             | Borussia Mönchengladbach | Bundesliga          | 34        | 5         | 3         | 1         | —        | —        | —          | —          | 37       | 6        |
| 1970–71             | Borussia Mönchengladbach | Bundesliga          | 34        | 1         | 4         | 0         | —        | —        | 4          | 2          | 42       | 3        |
| 1971–72             | Borussia Mönchengladbach | Bundesliga          | 19        | 1         | 2         | 0         | —        | —        | 4          | 0          | 25       | 1        |
| 1972–73             | Borussia Mönchengladbach | Bundesliga          | 34        | 3         | 9         | 0         | —        | —        | 12         | 2          | 55       | 5        |
| 1973–74             | Borussia Mönchengladbach | Bundesliga          | 27        | 3         | 3         | 0         | —        | —        | 7          | 1          | 37       | 4        |
| 1974–75             | Borussia Mönchengladbach | Bundesliga          | 34        | 0         | 2         | 0         | —        | —        | 12         | 2          | 48       | 2        |
| 1975–76             | Borussia Mönchengladbach | Bundesliga          | 34        | 1         | 4         | 1         | —        | —        | 6          | 0          | 44       | 2        |
| 1976–77             | Borussia Mönchengladbach | Bundesliga          | 27        | 1         | 1         | 0         | —        | —        | 9          | 1          | 37       | 2        |
| 1977–78             | Borussia Mönchengladbach | Bundesliga          | 34        | 2         | 5         | 0         | —        | —        | 8          | 0          | 47       | 2        |
| 1978–79             | Borussia Mönchengladbach | Bundesliga          | 6         | 0         | 1         | 0         | —        | —        | 3          | 0          | 10       | 0        |
| Összesen            | NSZK                     | NSZK                | 419       | 32        | 42        | 2         | —        | —        | 65         | 8          | 526      | 42       |
| Pályafutás összesen | Pályafutás összesen      | Pályafutás összesen | 419       | 32        | 42        | 2         | —        | —        | 65         | 8          | 526      | 42       |

### Edzőként
2012. november 14. állapotoknak megfelelően.
| Németország      | 1990. augusztus 9.  | 1998. szeptember 7. | 102 | 66  | 24 | 12 | 64,71 |
| Bayer Leverkusen | 2000. november 14.  | 2001. május 20.     | 25  | 11  | 3  | 11 | 44,00 |
| Kuvait           | 2001. augusztus 12. | 2002. február 28.   | 11  | 2   | 6  | 3  | 18,18 |
| Skócia           | 2002. március 1.    | 2004. november 2.   | 32  | 9   | 7  | 16 | 28,13 |
| Nigéria          | 2007. január 15.    | 2008. február 20.   | 15  | 7   | 3  | 5  | 46,67 |
| Azerbajdzsán     | 2008. április 1.    | jelenleg is         | 45  | 10  | 12 | 23 | 22,22 |
| Összesen         | Összesen            | Összesen            | 230 | 105 | 55 | 70 | 45,65 |

## Sikerei, díjai
Borussia Mönchengladbach
Bundesliga
- Győztes: 1969–70, 1970–71, 1974–75, 1975–76, 1976–77

DFB-Pokal
- Győztes: 1972–73
- BEK
- Második hely: 1976–77

UEFA-kupa
- Győztes: 1974–75, 1978–79

NSZK, Németország
Európa-bajnokság
- Győztes: 1972, 1996 (edzőként)
- Második hely: 1976, 1992 (edzőként)

Világbajnokság
- Győztes: 1974